# Rückingen (Adelsgeschlecht)

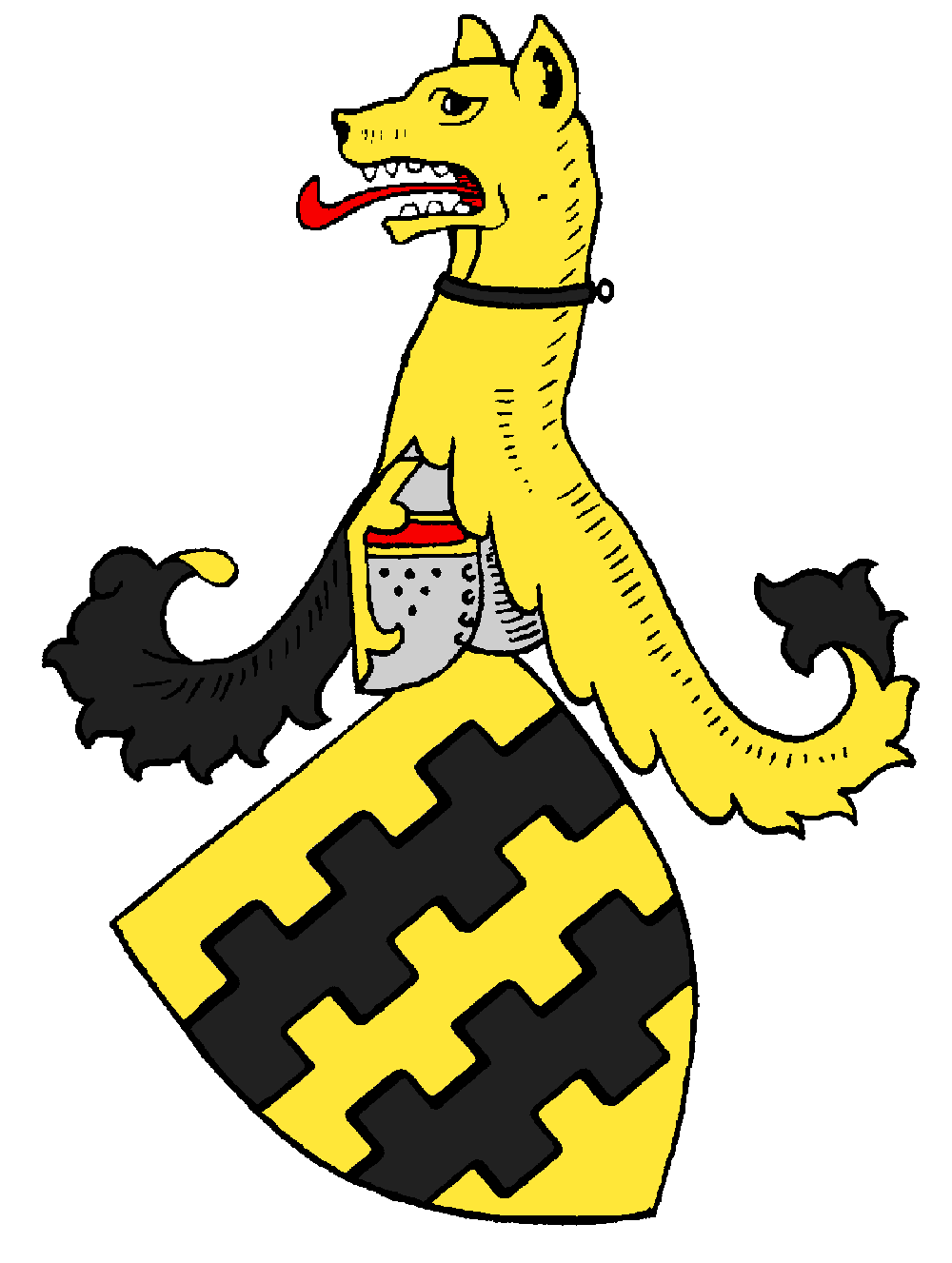
Wappen derer von Rückingen

Die Herren von Rückingen waren ein Adelsgeschlecht in der südöstlichen Wetterau. Ursprünglich entstammen sie dem mittelalterlichen Dienstadel, konnten sich jedoch im Umfeld des Dorfes Rückingen (heute Stadt Erlensee), das sie zusammen mit den nahe verwandten Herren von Rüdigheim als Lehen besaßen, einen weitgehend eigenständigen Herrschaftsbereich sichern. Wenige Jahre nach dem Dreißigjährigen Krieg starben sie aus.

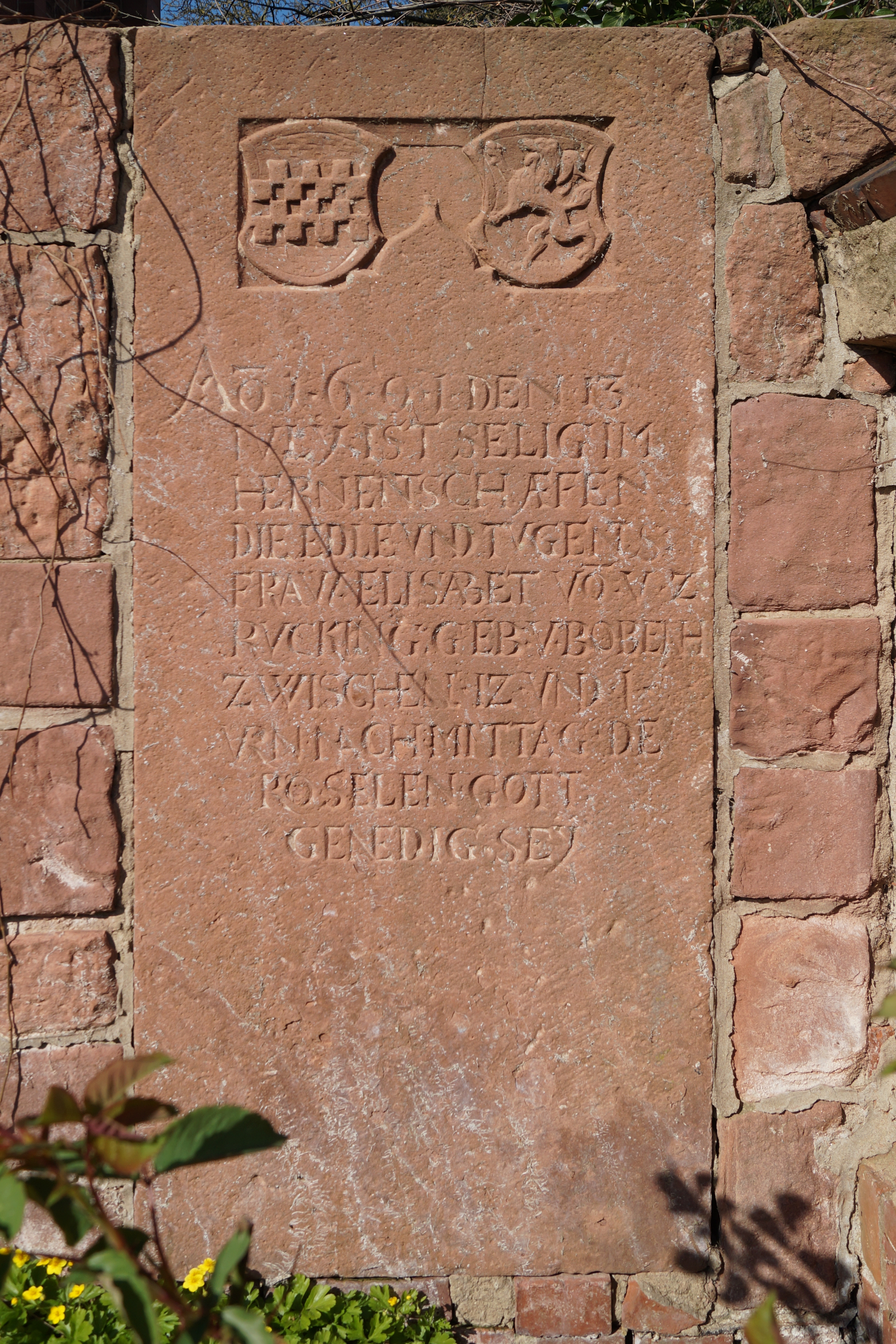
Grabplatte der Elisabet von Rückingen (gestorben 1599) an der Evangelischen Kirche in Rückingen. Links (heraldisch rechts) das Rückinger Wappen.

## Geschichte
Die Ersterwähnung der Herren von Rückingen datiert auf den 15. Oktober 1135. In der Zeugenreihe einer Urkunde des Mainzer Erzbischofs Adalbert I. wird ein Johannes von Ruckungen erwähnt – zugleich die älteste Nennung des Ortsnamens. Die Urkunde belegt zugleich, dass der in der Wetterau häufige Ortsadel – also Rittergeschlechter mit Namensbezug auf einen frühen Ortssitz – teilweise schon vor der staufischen Zeit nachweisbar ist, obwohl sich die meisten dieser Niederadligen seit dieser Zeit nachweisen lassen und ihr Ursprung meist mit der Neuordnung der Region unter den Staufern in Verbindung gebracht wird.
Die Veränderungen in der Stauferzeit (Gründung der Reichsburg Friedberg und der Kaiserpfalz Gelnhausen, Aufstieg der Herren von Büdingen als Vögte über den Büdinger Wald) spiegeln sich in der folgenden Zeit auch in der Geschichte der Herren von Rückingen wider. Ein Theoderich von Rückingen wird 1173 in einer Urkunde, welche die Abgrenzung der Klöster Selbold und Meerholz regelt, in der Zeugenliste gleich hinter Hartmann I. von Büdingen und noch vor Richard von Büches genannt. Eine Urkunde des Jahres 1190 zeigt einen Hartmann von Rückingen hinter Hartmann von Büdingen und noch vor dem Schultheiß von Gelnhausen. Derartige, meist durch Lehen abgesicherte Bindungen zu den Herren von Büdingen sind typisch für die Niederadligen des Büdinger Landes.
Mit dem Aussterben der Büdinger Herren nach 1240 sind starke Bezüge der Rückinger zu deren Teilerben aus dem Hause Hohenlohe-Brauneck erkennbar. Zwar verkauften die Herren von Hohenlohe-Brauneck ihren Besitz an der Ronneburg und dem späteren Gericht Langendiebach 1313 an das Erzbistum Mainz, das damit wieder einen bedeutenden Besitz im unteren Kinzigtal besaß, der Ort Rückingen wird jedoch in dieser Urkunde nicht erwähnt und 1324 weiterhin als Hohenlohisches Lehen bezeichnet.

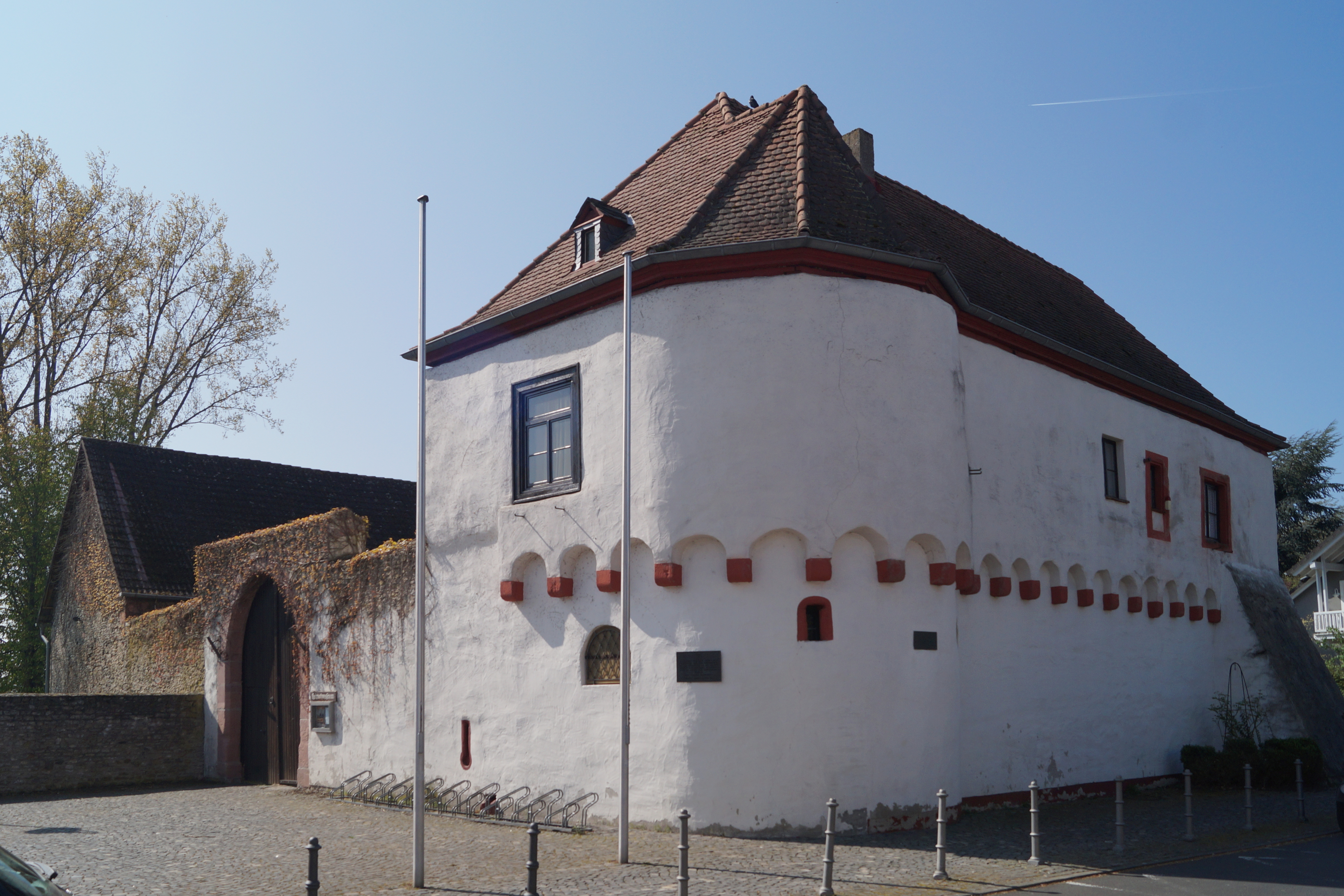
Wasserburg Rückingen

Sitz der Familie war die 1248 erstmals als castri Ruggingin erwähnte Wasserburg Rückingen, die vermutlich aus einer älteren Turmhügelburg hervorging. Die Burg scheint bereits im frühen 14. Jahrhundert zur Ganerbenburg geworden zu sein, möglicherweise bedingt durch den Verkauf der Ronneburg von Hohenlohe an Mainz. Gemeinsam mit den Herren von Rückingen ist seit 1311 in Rückingen die Familie von Rüdigheim urkundlich greifbar. Bereits in der Urkunde von 1324 steht an erster Stelle der Rückinger Ganerben Johann von Rüdigheim vor Rudolf von Rückingen. Der gemeinsame Besitz beider Familien in Rückingen wird für mehrere Jahrhunderte bestimmend für die Geschichte des Ortes. Die hervorgehobene Stellung der Rüdigheimer zu Beginn des 14. Jahrhunderts resultiert möglicherweise aus ihrer Stellung als Hohenlohische Burgmannen auf der Ronneburg und anderen Hohenlohischen Besitzungen in der südlichen Wetterau.
Einen markanten Einschnitt in die Geschichte der Ganerbschaft stellte das Jahr 1405 dar: Johann von Rüdigheim hatte sich als Raubritter an Überfällen beteiligt. Nach der Zerstörung der Wasserburg unter König Ruprecht zusammen mit zahlreichen weiteren Burgen musste Johann Urfehde schwören. Ferner wurde es ihm nicht gestattet, seine Burg wieder aufzubauen. Er musste geloben, keinen Graben, keine aufgehängte Brücke, noch einen burglichen Bau oder eine Befestigung zu errichten. Aus dem Rückinger Wappenstein von 1569 am Tor der Wasserburg ist geschlossen worden, dass die Rückinger in der Folgezeit die mehrmals wiederaufgebaute Wasserburg bewohnten, während die Rüdigheimer den 1912, nach anderen Angaben 1909 abgerissenen Herrenhof besaßen, von dem heute nur noch die Zehntscheune und das sogenannte Schlösschen erhalten sind.
In der Mitte des 15. Jahrhunderts kamen die letzten brauneckschen Lehen in der Wetterau durch Kauf an Albrecht von Brandenburg. Die Grafschaft Isenburg versuchte, den Verkauf dieser alten Büdinger Lehen zu verhindern, erreichte aber nur, seinerseits von Brandenburg damit belehnt zu werden mit der Verpflichtung, sie an die derzeitigen Besitzer als Afterlehen weiterzugeben. Auch innerhalb der Isenburgischen Verwaltung des Gerichts Diebach kam Rückingen damit in den folgenden Jahrhunderten eine Sonderrolle zu. Konfessionell konnten die Rückinger Ganerben um 1600 gegenüber Isenburg durchsetzen, dass die Kirche im Ort lutherisch blieb, während sie in umliegenden isenburgischen Orten wie Langendiebach zum reformierten Bekenntnis wechselte.
In der Zeit des Dreißigjährigen Krieges wurde Rückingen stark verwüstet. Im September 1634 hatten Truppen des Kardinallegaten Ferdinand von Spanien Dorf und Schloss Rückingen bei ihrem Abzug in Brand gesteckt. Joachim Philipp von Rückingen wurde als letzter männlicher Vertreter der Familie 1633 in Rückingen geboren, verbrachte seine Jugend aber größtenteils auf der Flucht in Frankfurt oder Hanau. Als er Mitte der 1650er Jahre nach Rückingen zurückkehrte, fand er dort schon den zukünftigen Besitzer Johann von Fargel vor, dem 1655 der Rüdigheimer Anteil am Dorf durch einen Erbvertrag zugefallen war. Joachim Philipp starb um 1666, von seinen beiden Töchtern heiratete die ältere Helena Albertina Catharina 1670 den Sohn Fargels Johann Lukas von Fargel, nach dessen frühen Tod erneut zehn Jahre später Gottfried Christoph von und zu Lehrbach; die jüngere Tochter Philippina Sabina heiratete den hanauischen Jägermeister Georg Friedrich von Hutten zu Salmünster. Der Ort Rückingen blieb über zwei Generationen im Besitz der Familie von Fargel, seit 1714 abgelöst durch die von Kameytzki; nach deren Aussterben 1758 wurde bis zum Reichsdeputationshauptschluss kein neues Afterlehen durch die Isenburger vergeben.

## Wappen
Das Wappen zeigt in Gold zwei doppelt gezinnte schwarze Balken. Auf dem Helm mit schwarz-goldenen Helmdecken ein goldener Windspielrumpf (oder Brackenrumpf) mit schwarzem Halsband.
Die Rückinger Balken finden sich wieder im Gemeindewappen von Hasselroth sowie im Wappen der bis 1970 selbstständigen Gemeinde Rückingen.

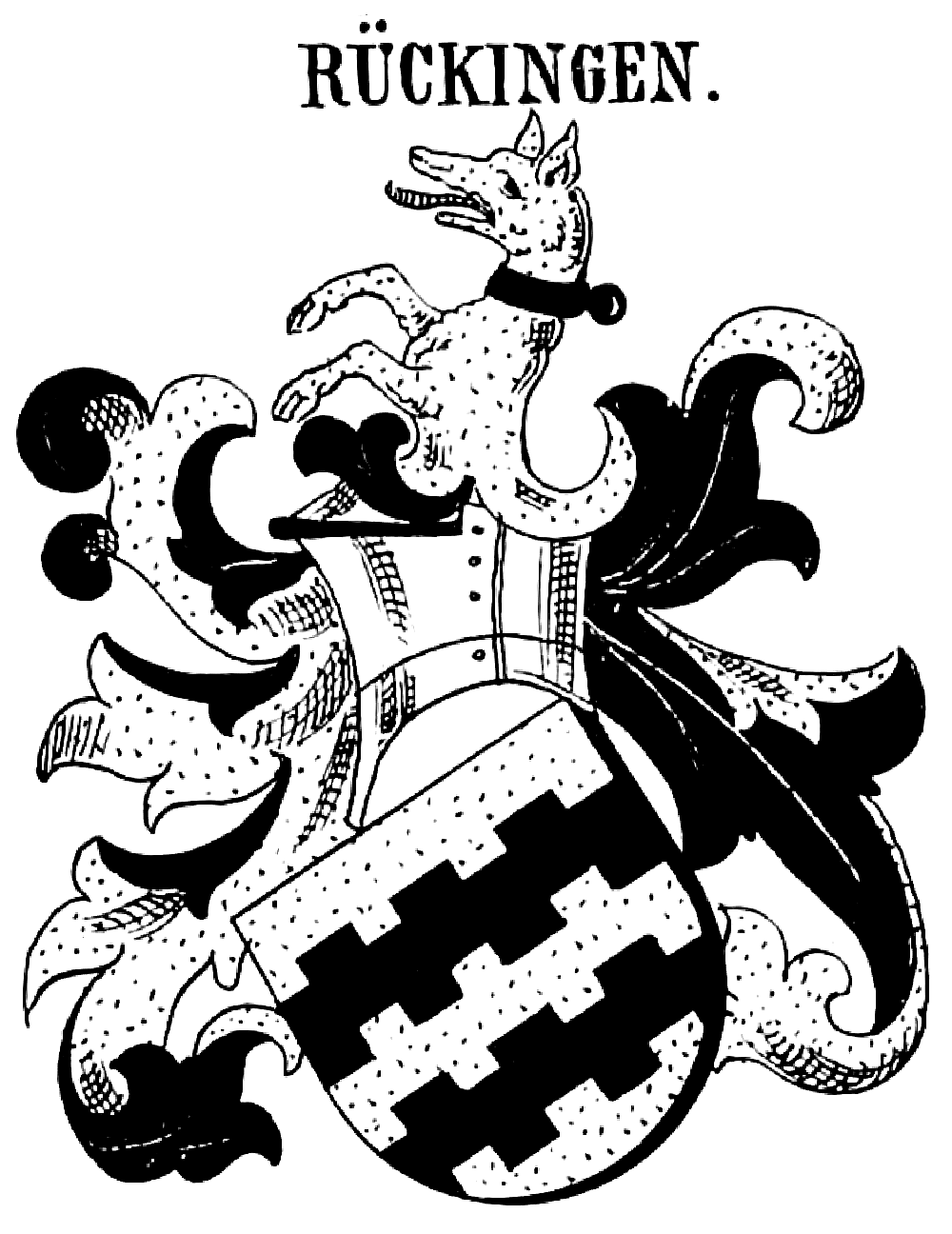
Wappen derer von Rückingen in den neuen Wappenbüchern von Johann Siebmacher
Ortswappen von Rückingen mit den Rückinger Balken und den Fischen aus dem Wappen der Herren von Fargel
Wappen der Gemeinde Hasselroth mit den Rückinger Balken und drei Haselnüssen, die auf den früheren Ortsnamen "Hasela" (Hasel(nuss)) verweisen

## Besitz
- Grundherrschaft im Dorf mit Ganerbenanteil der Burg in Rückingen (zunächst Hohenlohe-Brauneck'sches, später Isenburgisches Afterlehen).[11]
- die Hälfte des Zehnten in Kilianstädten (1329 von den Herren Dugel von Carben als isenburgisches Lehen erworben).
- Rudolf von Rückingen stiftete 1343 eine Kapelle in Neuenhaßlau.[17]
- Vogtei über den Besitz des Klosters Seligenstadt in Bruchköbel (bis 1567).[18]
- Die Herren von Rückingen stellten mehrere Burgmannen in der Reichsburg Friedberg.[19]